# Storia dell'urbanistica e dell'architettura di Reggio Calabria

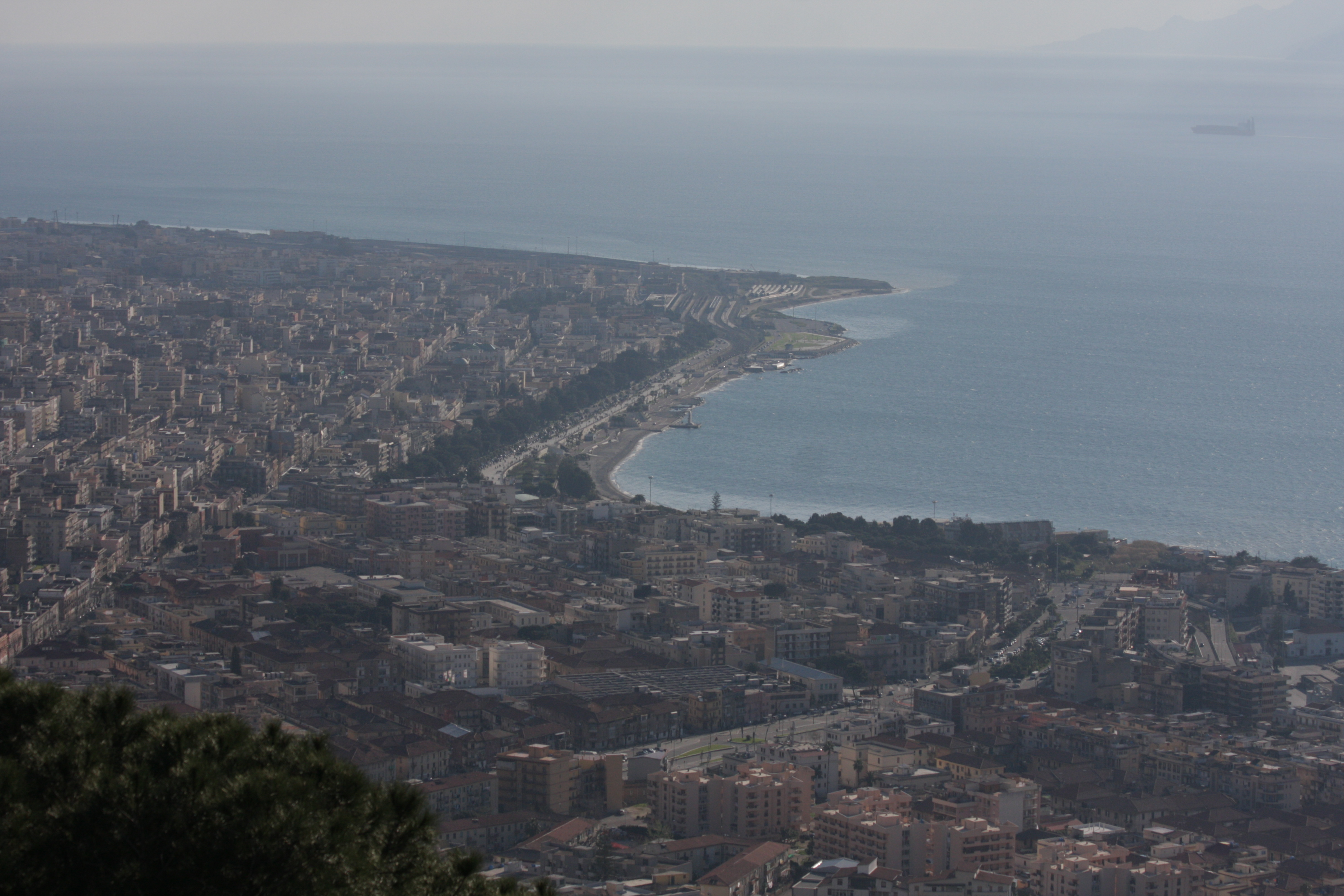
Il moderno centro cittadino dalla collina di Pentimele

La città di Reggio Calabria ha origini molto antiche, come testimoniano i ritrovamenti nei pressi del torrente Calopinace, che attestano nuclei abitativi risalenti al II millennio a.C. In alcuni casi la città ha anche origini verosimilmente mitologiche, secondo la tradizione che vuole la città fondata da Aschenez o da Eracle o da altri ancora, ma l'epoca in cui Reggio comincia ad avere un vero e proprio assetto urbano è certamente quella greca.
È dunque possibile parlare di storia dell'urbanistica e dell'architettura di Reggio Calabria a partire dalla fondazione della colonia greca Rhegion, prima in Calabria, che risale all'VIII secolo a.C. ad opera dei Calcidesi. Tutt'oggi Reggio Calabria è con i suoi 186.000 abitanti la città più grande dell'intera regione, situata in posizione strategica sullo Stretto di Messina dove per millenni ha rappresentato la porta d'ingresso più a sud del continente europeo.

## La Polis della Magna Grecia
Il territorio colonizzato dai greci era quello a ridosso dell'antico promontorio di Punta Calamizzi, antica foce del Calopinace, già sede di un altro insediamento denominato Pallanzio che da un momento imprecisato assume il nome di Rhegion.
Dal IV secolo a.C. la città assume una forma compiuta, adagiata parallelamente alla costa lungo un asse nord-sud, circondata da mura, in una posizione che corrisponde orientativamente a quella attuale (il tracciato delle mura greche è ancora perfettamente individuabile sul lungomare Falcomatà). Rhegion si caratterizza dunque per uno schema planimetrico tipico della polis, e si sa che la città fu estesa tra VI secolo a.C. e il V secolo a.C. per circa 70 ettari.
I frequenti sismi che nei secoli hanno colpito la città hanno lasciato pochi segni del grande passato, rimangono tuttavia:
- alcuni tratti delle mura dei periodi compresi tra l'VIII e il IV secolo a.C. dei quali:
  - uno farebbe parte della ricostruzione operata da Dionisio II di Siracusa, costituite da due file parallele di grossi blocchi di arenaria tenera;
  - uno sulla Collina degli Angeli
  - uno sulla Collina del Trabucco (Trabocchetto);
- resti di edifici monumentali pubblici e sacri del V secolo a.C., presso il Parco archeologico Griso-Laboccetta (tra la via del Torrione e la via Aschenez), e nel Palazzo della Prefettura sotto la stazione Lido, sotto edifici del lungomare e in Piazza Italia;
- resti di un Bouleuterion / Odéon / Ekklesiasterion in via XXIV Maggio;
- l'abitato e numerose cisterne per l'approvvigionamento idrico nelle zone collinari della città;
- diverse necropoli, le principali nei quartieri di Santa Caterina e San Giorgio Extra;
- L'Agorà in epoca greca, poi Foro Reggino in epoca romana (come dimostrano i recenti scavi) in Piazza Vittorio Emanuele II (Piazza Italia);
- stratificazioni edilizie dal periodo greco arcaico all'età imperiale romana e oltre fino al periodo bizantino nell'importante area Reggio Lido che però non fu conservata per portare a termine i lavori della Stazione Lido e del raddoppio ferroviario litoraneo.

## Epoca romana

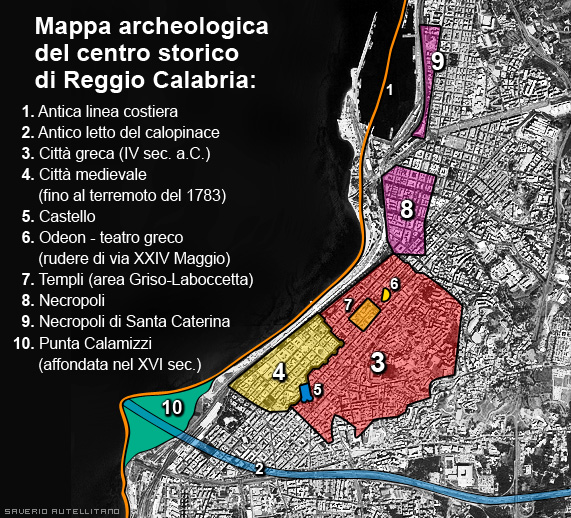
Mappa archeologica del centro storico

Qualche secolo più tardi la Rhegium romana è località strategicamente importante ed alleata di Roma, collegata direttamente all'Urbe tramite la Via Popilia.
La città denominata Rhegium Julium è in questo periodo dotata di Boulé, Eiskletos, Ailia, il pritanee è riportato su tutti gli atti pubblici.
Le case di Rhegium sono servite da acquedotti che attingono dalla fiumara dell'Annunziata e dalle colline nei pressi di via Reggio Campi; tra i tanti, un grande serbatoio/cisterna ellittica fu rinvenuto in via Acri.
L'architrave marmoreo con iscrizione latina del tempio di Iside e Serapide del I secolo a.C. è testimonianza delle assidue frequentazioni con l'oriente.
Essendo residenza del governatore della provincia di "Lucania et Brutium" sorgono a Reggio numerosi edifici romani, tra cui il Pritaneo ed il Tempio di Apollo Maggiore (del quale ancora si ignora l'ubicazione), resti di un grande Ninfeo furono ritrovati nei pressi della stazione lido e di terme a Piazza Italia.
L'abbondanza di acqua ha permesso, in questo periodo storico,  la costruzione di impianti termali pubblici e privati lungo il mare e all'estremità del Lungomare, indizio di civiltà raffinata e centro di vita mondana, attestata da un'iscrizione del 374 d.C., rinvenuta nel 1912 dove oggi sorge la Banca d'Italia (tra il corso Garibaldi e la via Palamolla) che narra come il governatore Ponzio Attico fece ricostruire le terme pubbliche dopo il terremoto del 305 d.C. e restaurare il vicino palazzo del tribunale.
Vari impianti termali sorsero in città durante il periodo romano, tra essi ve ne è uno sul lungomare, sito denominato appunto "Terme Romane".

## Città medievale

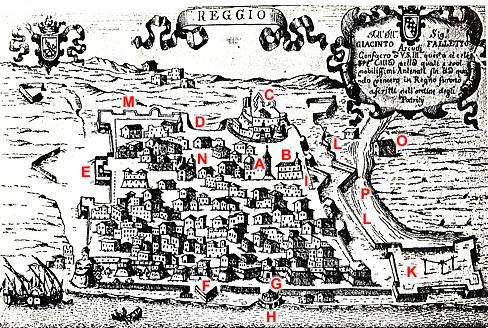
Mappa della città di Reggio Calabria nel '600. A: Chiesa Madre - B: Vescovato - C: Castello - D: - Porta Falsa - E: Porta Mesa - F: Porta Amalfitana - G: Porta della Marina o Porta Dogana - H: Fontana Nuova - I: Porta San Filippo - K: CastelNuovo - L: Trincere - M: Baluardi - N: La Cattolica - O: Molini - P: Fiume Calopinace

### Metropoli Bizantina

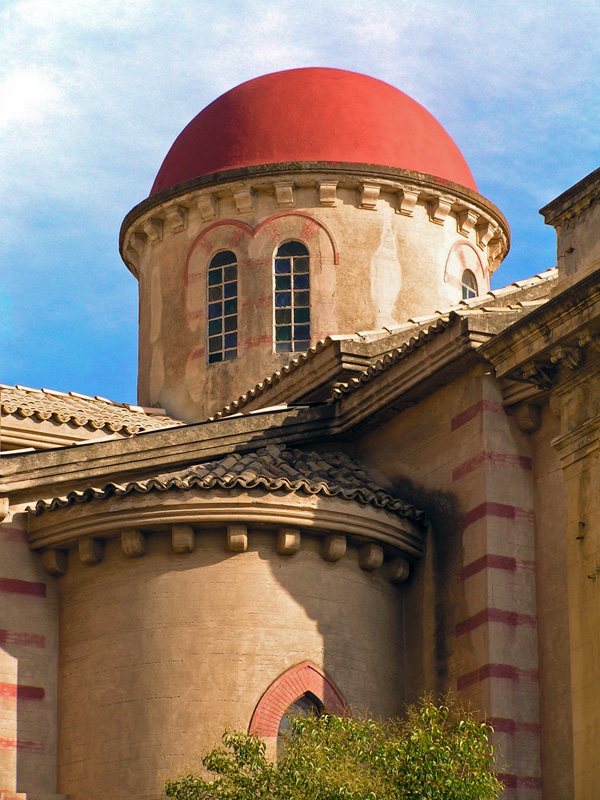
Chiesa degli Ottimati.

In età medioevale la città vive il fulgore bizantino e poi una rinascita normanno-sveva.
Con il nuovo benessere economico sotto l'imperatore d'oriente Basilio I, la sede vescovile di Reggio viene elevata a "Metropoli dei possessi bizantini dell'Italia meridionale" il che le permette di diventare il nucleo principale della chiesa grecanica meridionale, meta di un continuo afflusso di monaci basiliani, i quali favoriscono la massiccia presenza di conventi e luoghi di culto nel territorio reggino.
Tutto il territorio circostante è infatti punteggiato da monasteri, abbazie e cenobi, custodi della cultura. Tra questi la Cattolica dei Greci (tra la via Aschenez e la via Giudecca), la Chiesa della Madonna dei Poveri (Reggio Calabria) (Krèsiê Pipi, nel rione G), la Chiesa degli Ottimati (vicino al Castello Aragonese), San Giorgio di Pietra Cappa a San Luca, la Cattolica di Stilo, il Monastero di San Giovanni Theristis a Bivongi.

### Capitale del ducato dei normanni
Con la conquista normanna, la città di Reggio subisce numerosi interventi: all'interno della vecchia cinta muraria viene costruito il nuovo palazzo ducale, ma il ridotto spazio delle mura bizantine non permette ai nuovi padroni normanni di manifestare, architettonicamente ed urbanisticamente, un piano all'altezza della propria volontà di potenza. Viene allora deciso di creare una neapolis, una nuova città che fosse ad esclusivo beneficio dei conquistatori.
Il tracciato delle mura viene prolungato verso sud, recuperando spazio edificabile per la nuova Cattedrale di rito latino e per gli imponenti palazzi del potere normanno; viene quindi lasciata la possibilità di mantenere inalterato il culto di rito greco, nella concattedrale della Cattolica dei Greci.
Tra la città greca e quella normanna - probabilmente per la sicurezza degli occupanti - viene mantenuto il vecchio muro di cinta (come è avvenuto anche a Taormina, tuttora visibile). Le due popolazioni comunicano attraverso la "mezza porta", che era stata la porta della città sul versante meridionale.

### Il castello diviene "aragonese"
Nel XV secolo gli Aragonesi potenziano le rotte marittime e valorizzano ulteriormente l'insediamento urbano. In questo periodo Reggio appare dominata da un castello e circondata da mura turrite, sempre compresa tra i torrenti Annunziata e Calopinace come in età greco-romana.
Reggio è circondata da 17 torri e lungo il perimetro difensivo si aprono cinque porte:
- a ovest verso il mare
  - Porta Amalfitana
  - Porta Dogana
- Porta Crisafi a est verso le prime pendici aspromontane (da dove si dipartono le strade che conducono ai Casali)
- Porta Mesa a nord
- Porta San Filippo a sud.

## Età moderna

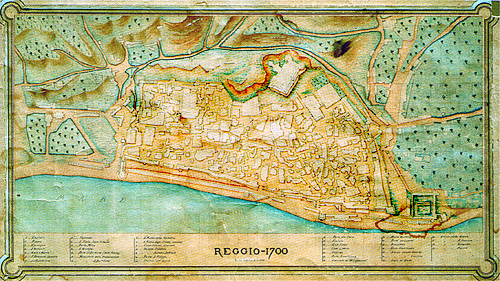
La città prima del terremoto del 1783.

Dal XVI secolo in poi numerose architetture arricchiscono il tessuto edilizio urbano, sede di comunità mercantili molto attive.
L'assetto generale - pur con qualche inevitabile modificazione - resta immutato fino al disastroso terremoto del 1783, evento che segna la fine traumatica della città medioevale. Infatti con il Piano Mori conseguente al disastroso sisma, è possibile individuare una prima radicale modifica dalla struttura urbana medievale e delle sedimentazioni delle varie vicende storiche, completamente distrutta, e il ridisegno della nuova maglia urbana. Questa, impostata attraverso una struttura ortogonale, è tuttora riconoscibile nel centro urbano che ha identificato per lungo tempo il sottile confine tra centro e zone periferiche e che ancora segna la città pianificata da quella per così dire "spontanea".

### La nuova città neoclassica

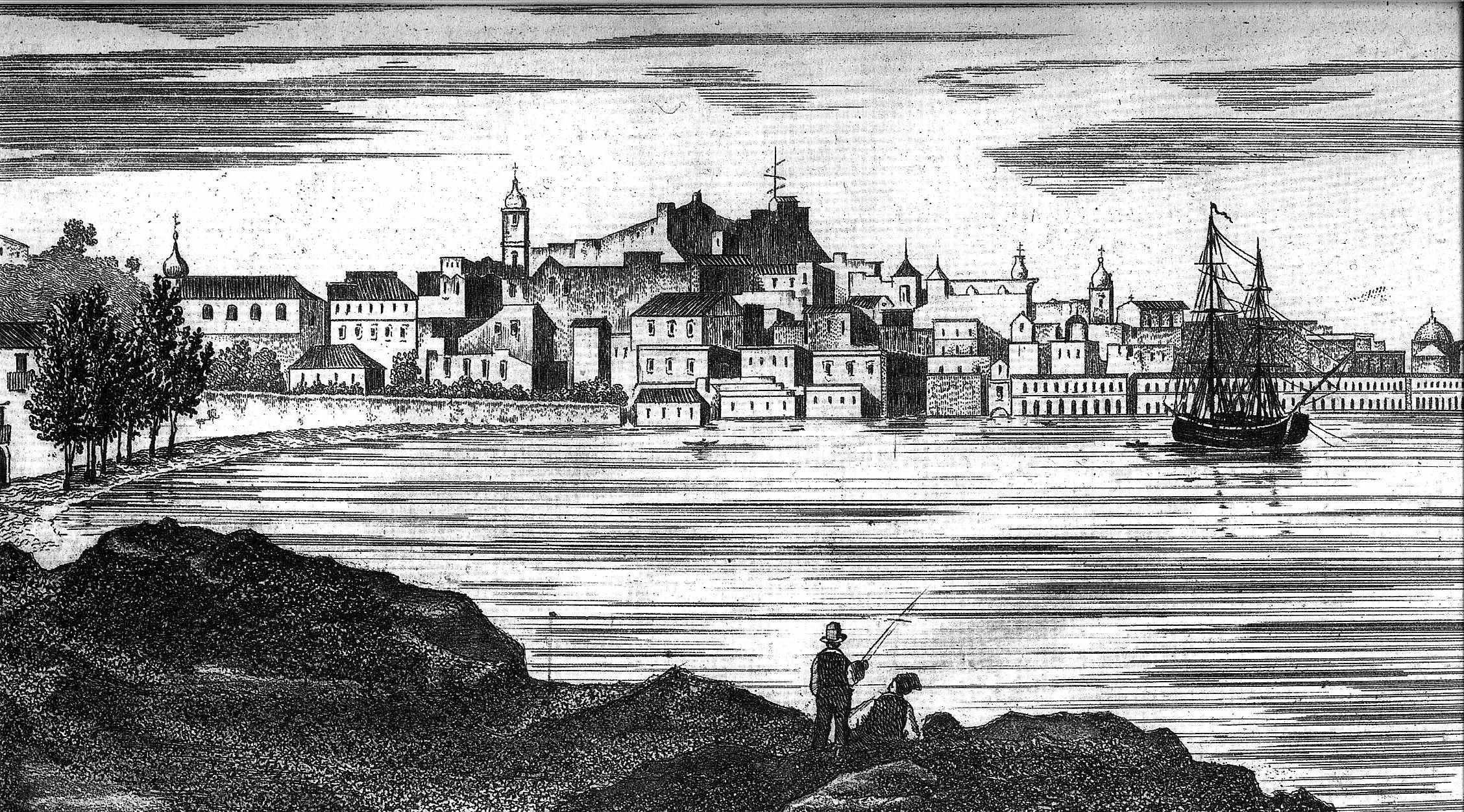
Una veduta sette-ottocentesca di Reggio.

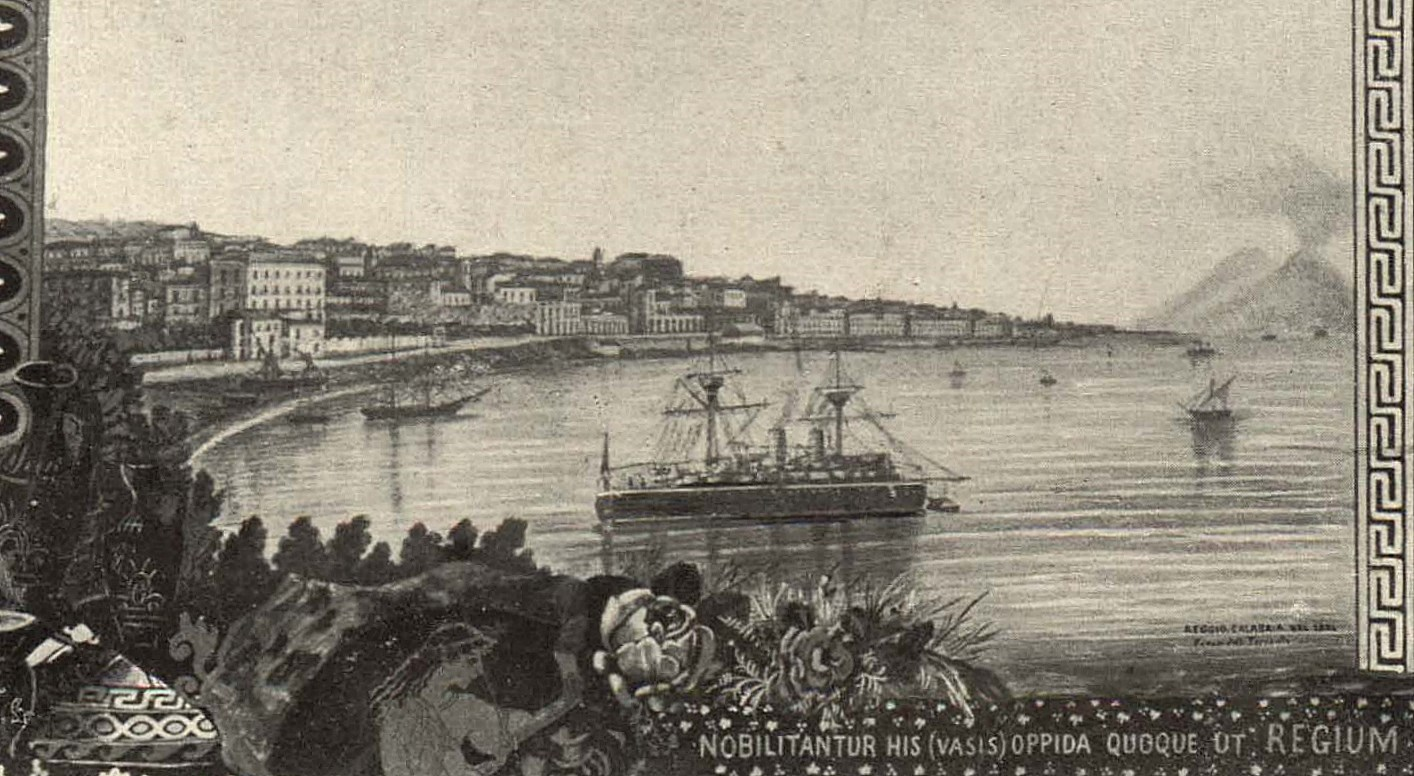
Un'altra veduta ottocentesca della città dello Stretto.

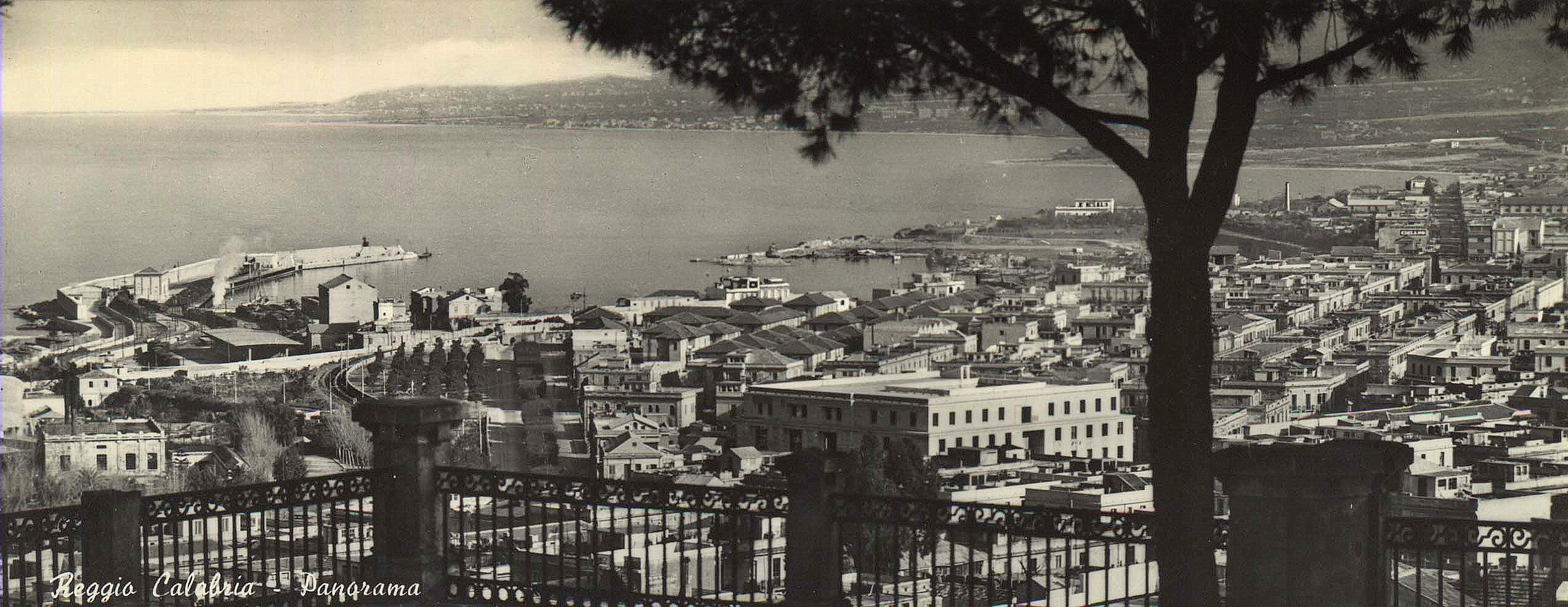
Veduta di Reggio con il porto.

Nell'area colpita dal sisma - che interessava la Calabria Meridionale e Sicilia Orientale - il Governo Borbonico attua un generale piano di ricostruzione basato su modelli illuministici, il che impone nella ricostruzione di Reggio un sistema di strade a scacchiera cancellando l'antica struttura urbana medioevale.
Viene demolita, non senza polemiche, l'antica cinta muraria e sul fronte a mare viene realizzata una grande strada sulla quale si affacciano con continuità lunghi edifici neoclassici (la Real Palazzina), viene creato l'asse viario del Corso Garibaldi ed organizzato il sistema degli isolati urbani prima verso il mare e poi verso monte, inframmezzati da piazze. Le varianti nell'urbanistica regolare sono costituite dalle antiche strutture della Cattedrale, del Castello Aragonese e del Collegio, che determinano configurazioni irregolari.
Dopo l'Unità d'Italia la città è dotata di nuovi edifici pubblici e di un nuovo porto e poi servita da una rete stradale e ferroviaria più efficiente (ferrovia litoranea), si ha dunque un rafforzamento della parte Nord di Reggio, sempre con un tessuto urbano regolare e pianificato forse a rimarcare una forma di stabilità e sicurezza della città rispetto alla natura circostante, anche se con un orientamento diverso, inclinato rispetto a quello disegnato dal Mori.
Le prime espansioni invece si formano nei sentieri di penetrazione verso la montagna in modo irregolare e disordinato. Questo diverso rapporto tra maglia regolare e insediamento sparso forma una struttura insediativa e sociale ben definita finendo per creare dei rapporti città-campagna e centro-periferia che sfociano anche in una distinzione sociale tra soggetti con condizioni di vita e di reddito fortemente differenziati.
Una elementare normativa antisismica prevede un'altezza massima di due o tre piani, mentre la città assume aspetto neoclassico nelle facciate degli edifici pubblici e privati, nell'organizzazione e nella decorazione degli spazi.
All'orizzonte emergono a guardia dello Stretto le guglie del duomo e delle chiese di Sant'Agostino di Gesù e Maria, della Cattolica dei Greci, del Monastero Padri Domenicani e del millenario e imponente castello. La via principale - il corso Garibaldi - inizia a Sud dall'omonima piazza adornata da pregevoli lampioni, rare piante, l'elegante stazione centrale che vi sorge e la statua dell'eroe dei due mondi, opera di Rocco Larussa del 1883.
Un grazioso tempietto dorico, che sorge all'interno dell'Orto Botanico trasformato in giardini pubblici nel 1896, invia a mezzogiorno un segnale ottico al castello, che da un cannone sugli spalti spara un colpo. All'interno dei giardini soge il busto bronzeo di Umberto I, opera di Concesso Barca, scoperto da Vittorio Emanuele III che fu in città il 10 ottobre 1907.
Piazza San Filippo e l'attigua Piazza Carmine sono centro di rendite e scambi commerciali; la prima prende il nome dalla porta d'ingresso alla città dove sorge la Chiesa San Filippo d'Argirà, l'altra per la presenza sin dal '500 dell'antica Chiesa del Carmine. Lo slargo era in origine l'antico alveo del torrente Calopinace.
La cattedrale neoclassica, una delle chiese più antiche d'Europa, al suo interno custodisce sculture e marmi pregiati; nella piazza del Duomo Garibaldi all'alba del 21 agosto 1860 conquista il Regno delle due Sicilie consegnandolo a Vittorio Emanuele II.
Centro nevralgico, politico, amministrativo e commerciale è Piazza Vittorio Emanuele II (oggi chiamata Piazza Italia) su cui sui affacciano gli edifici della Provincia, della Camera di Commercio, della Banca Nazionale, della Prefettura e del Municipio, ex convento domenicano che ospita anche gli uffici del Tribunale e delle Poste e Telegrafi, una tra le migliori costruzioni neoclassiche, opera dell'ing. Alfredo Ferretti.
Un'elegante piazza che sorge tra alti fabbricati viene dedicata al patriota e benefattore Federico Genoese, la costruzione neoclassica del Teatro Comunale viene eseguita su decreto di Gioacchino Murat del 16 luglio 1810 - mentre si trova in attesa di varcare lo Stretto e conquistare la Sicilia - progettato dall'ing. Stefano Calabrò Anzalon e inaugurato il 10 maggio 1818 per il compleanno di Re Ferdinando I.
Notevole imponente edificio imbugnato è la Caserma Militare "Generale Mezzacapo" (ministro della guerra nel 1876).
Sul finire del XIX secolo il raddoppio della popolazione, e le lentezze burocratiche che accompagnano i piani di ingrandimento, determinano una smisurata crescita in altezza su strutture murarie non adatte a sopportarne il peso.

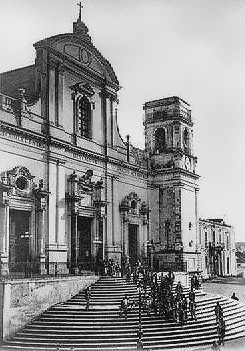
La Cattedrale neoclassica
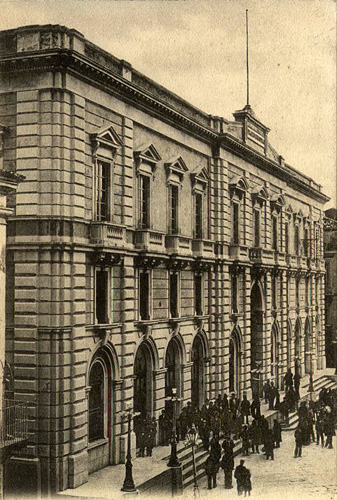
L'antico Palazzo Municipale
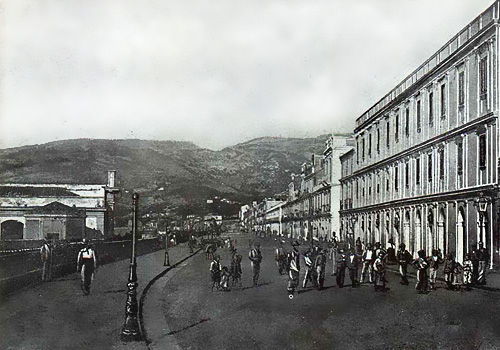
L'antico Lungomare con la Real Palazzina
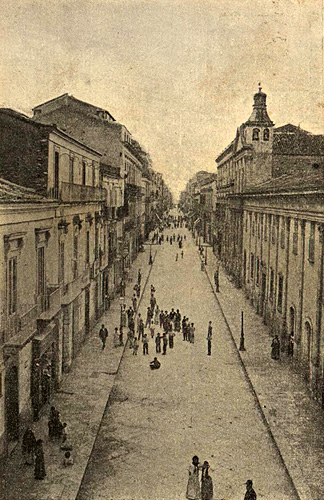
il Corso Garibaldi nell'800

## XX secolo

### Il terremoto del 1908
La millenaria storia reggina è pesantemente segnata nell'immagine urbana dagli imprevedibili eventi naturali quali sono i movimenti sismici, la zona circostante dello Stretto è considerata infatti una zona sismica sin dall'antichità, quando Reggio e la sua dirimpettaia Messina hanno conosciuto la forza devastante di gravi terremoti che più volte hanno riscritto l'assetto urbanistico.
Tra i terremoti della storia si ricordano quello del 91 a.C., quelli del 1509 e del 1599, quello del 5 febbraio 1783, quello del 1841, quello del 1894 e quello del 28 dicembre 1908. Tra questi, i due del 1783 e del 1908 hanno causato gravissimi danni alle strutture edilizie determinando, secondo nuove norme antisismiche, una nuova urbanistica della città, cancellando quasi totalmente l'aspetto della città greca, romana e medievale.
L'evento della storia recente che ha profondamente segnato la città è il terremoto del 1908, che ha distrutto la città, cancellando le preesistenze monumentali che ne costituivano la memoria ed annullando in gran parte il patrimonio strutturale e abitativo. La "bella città" neoclassica che aveva incantato gli scrittori e viaggiatori dell'800 apparì ai primi soccorritori come un insieme cumuli di macerie ed edifici diroccati.
Dopo il disastro nell'immediata periferia dell'antico centro urbano sorge una città provvisoria fatta di costruzioni, prevalentemente in legno, offerte dai soccorritori di ogni parte del mondo e che danno ai quartieri nomi ancora oggi esistenti con case americane, case canadesi, villini svizzeri, villini norvegesi, etc. La ricostruzione porta quindi l'installazione di quasi 4.000 baracche donate da paesi stranieri e in seguito la creazione di quartieri costituiti da case minime.
Dopo il terremoto la città viene ricostruita in base a norme edilizie rigorosamente antisismiche e di verifiche geologiche accurate. Il nuovo piano, redatto dall'ingegnere De Nava, regolarizza definitivamente l'impianto a scacchiera, lo arricchisce con slarghi e piazze, individua nuovi spazi da destinare agli edifici pubblici e ai giardini, delinea la bella via Marina e fissa regole precise. Il piano De Nava (1911-1914) è in linea di continuità con l'approccio urbanistico del piano precedente, ampliandone i confini verso Sud e verso Nord con gli stessi criteri della maglia regolare. De Nava utilizza infatti il tessuto a scacchiera anche per le zone di espansione non ricercando una ordinata e regolata crescita della città in aderenza alla identità morfologica dei luoghi, preferendo dunque ignorarne la conformazione per estendere una maglia regolare. Questo favorisce la nascita di molti insediamenti "spontanei", tra gli anni venti e quaranta, che consolidano una complessa e articolata realtà tuttora irrisolta della periferia ai bordi della città insediata senza alcun tipo di regola spaziale.
Anche l'intervento pubblico contribuisce ad aumentare il divario tra città e periferia, realizzando sempre a cavallo tra gli anni venti e quaranta in modo differenziato edifici signorili di rappresentanza nel centro e quartieri ai margini di questo per i ceti sociali non abbienti (quartieri dell'Ente Edilizio).

### Il nuovo stile Eclettico-Liberty
L'evento del terremoto apre la città agli apporti culturali esterni determinati dalla presenza di tecnici provenienti da altre parti d'Italia e di persone di cultura che avviano un dibattito sulle scelte architettoniche ed artistiche.
Se da una parte le scelte urbanistiche del nuovo piano di costruzione si aprono all'immagine della "città giardino", dall'altra vengono condizionate dalle "precauzioni antisismiche".
Il precedente reticolo a scacchiera viene quindi rivisto e rimodellato:
- si cancella, per paura del maremoto, la Real Palazzina sostituendola con un originale sistema alberato;
- si rimodella la parte collinare favorita dallo spostamento del sito della Cattedrale e dal ridimensionamento dell'antico Castello;
- si estende l'ambito urbano verso Nord negli spazi occupati dalla città baraccata a ridosso del bacino portuale;
- si riqualifica a Sud l'area soprastante la stazione ferroviaria centrale e si supera il limite geografico della fiumara del Calopinace.

I canoni antisismici impongono l'uso di sistemi antisismici mediante la tecnologia del cemento armato, restando fissati i limiti di altezza a due o tre piani, identificandosi con la cultura di rinnovamento tra Eclettismo e Liberty.
Importante il supporto di architetti e ingegneri giunti dal nord Italia e dalla Francia sulla scia del nuovo impulso edilizio. Tra questi vale la pena ricordare lo Studio Zerbi Pertini e Marzatz autori di piccoli capolavori di eclettismo come Villa Genoese Zerbi e l'architetto toscano Gaetano Aliberti, che avrebbe in seguito evoluto il suo stile in direzione del razionalismo autarchico.

### Il Liberty di Reggio
Nel campo dell'architettura la città di Reggio Calabria presenta significative costruzioni in stile liberty. Il centro storico conserva ancora il fascino di quella città risorta con il forte desiderio di essere “bella e gentile”. Le novità stilistiche del Liberty si manifestarono grazie anche all'apporto culturale degli architetti Ernesto Basile e Camillo Autore e alla sapiente attività progettuale dell'ingegnere Gino Zani. Il primo firmò l'edificio più rappresentativo della città Palazzo San Giorgio; il secondo progettò l'Istituto Tecnico e l'edificio del Liceo Classico; il terzo firmò il progetto del Palazzo del Governo e del Genio Civile oltre che progetti di edilizia privata e popolare. Ruolo non minore hanno poi avuto i progettisti locali che si ispirarono a motivi floreali nelle decorazioni di numerosi edifici.

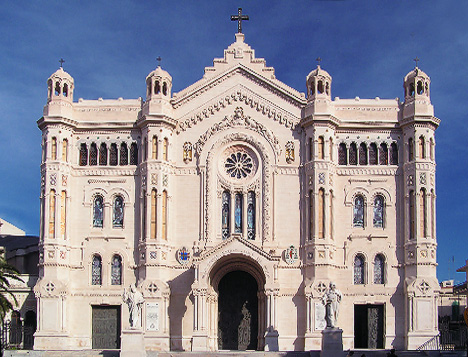
la nuova Cattedrale
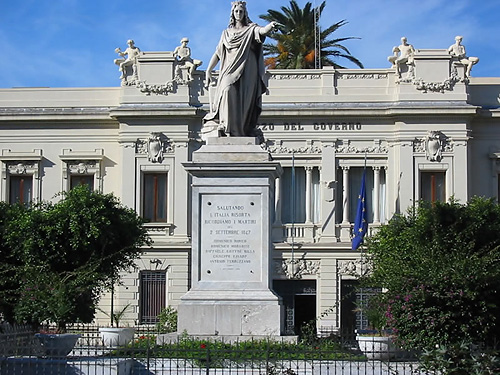
Palazzo del Governo di Reggio Calabria
Villa Zerbi
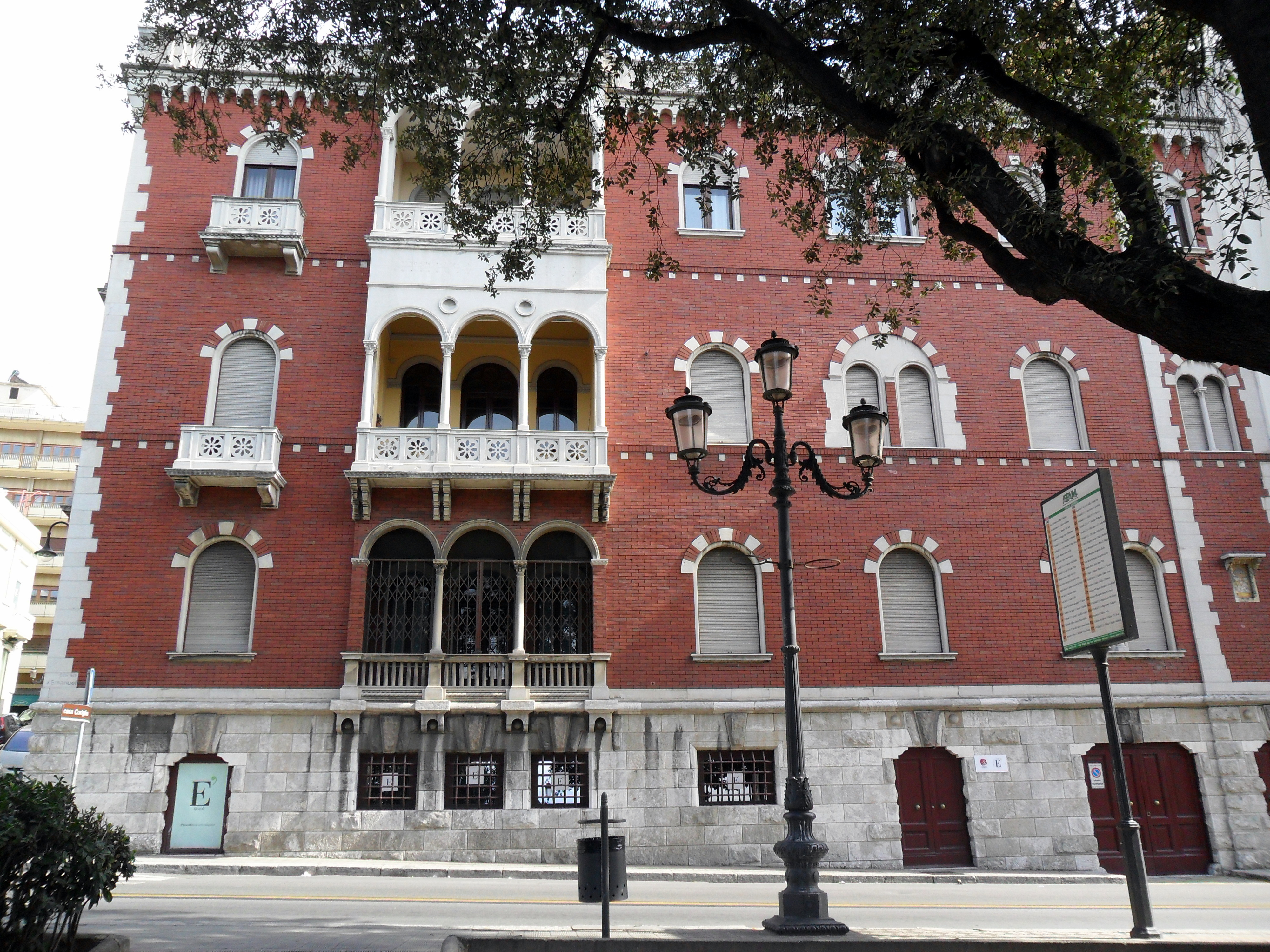
Palazzo Romeo Retez
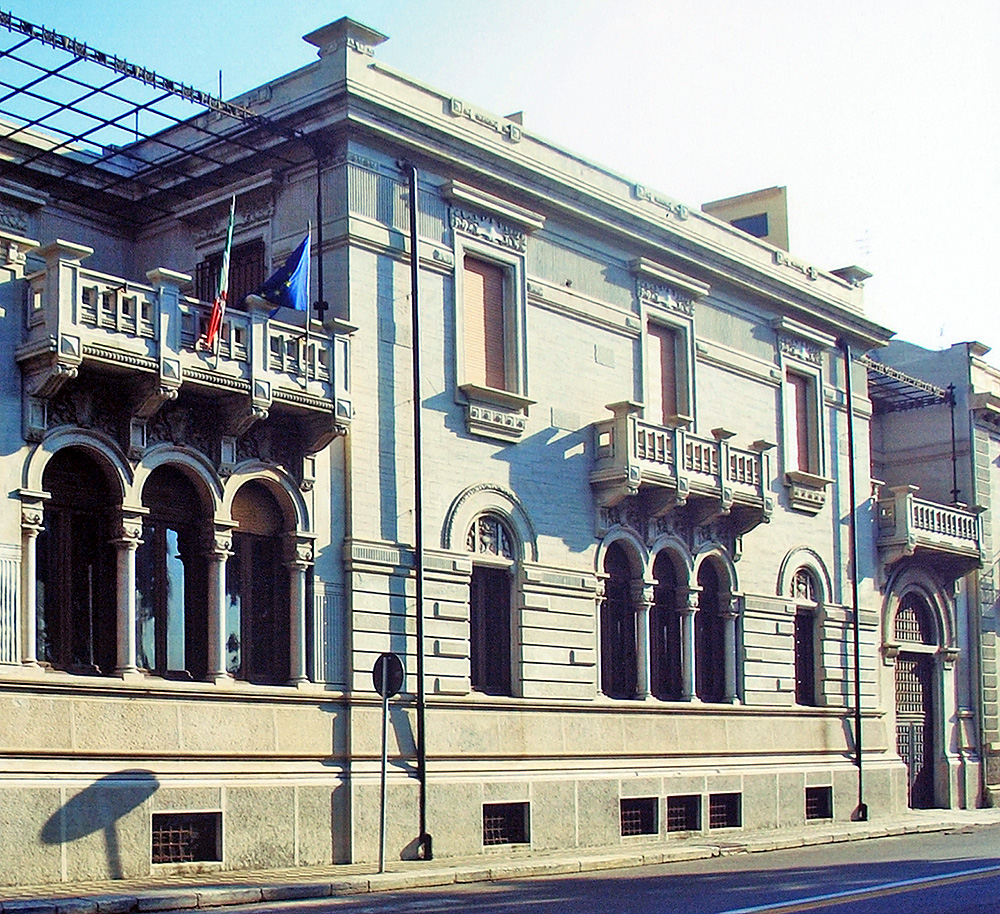
Palazzo Spinelli
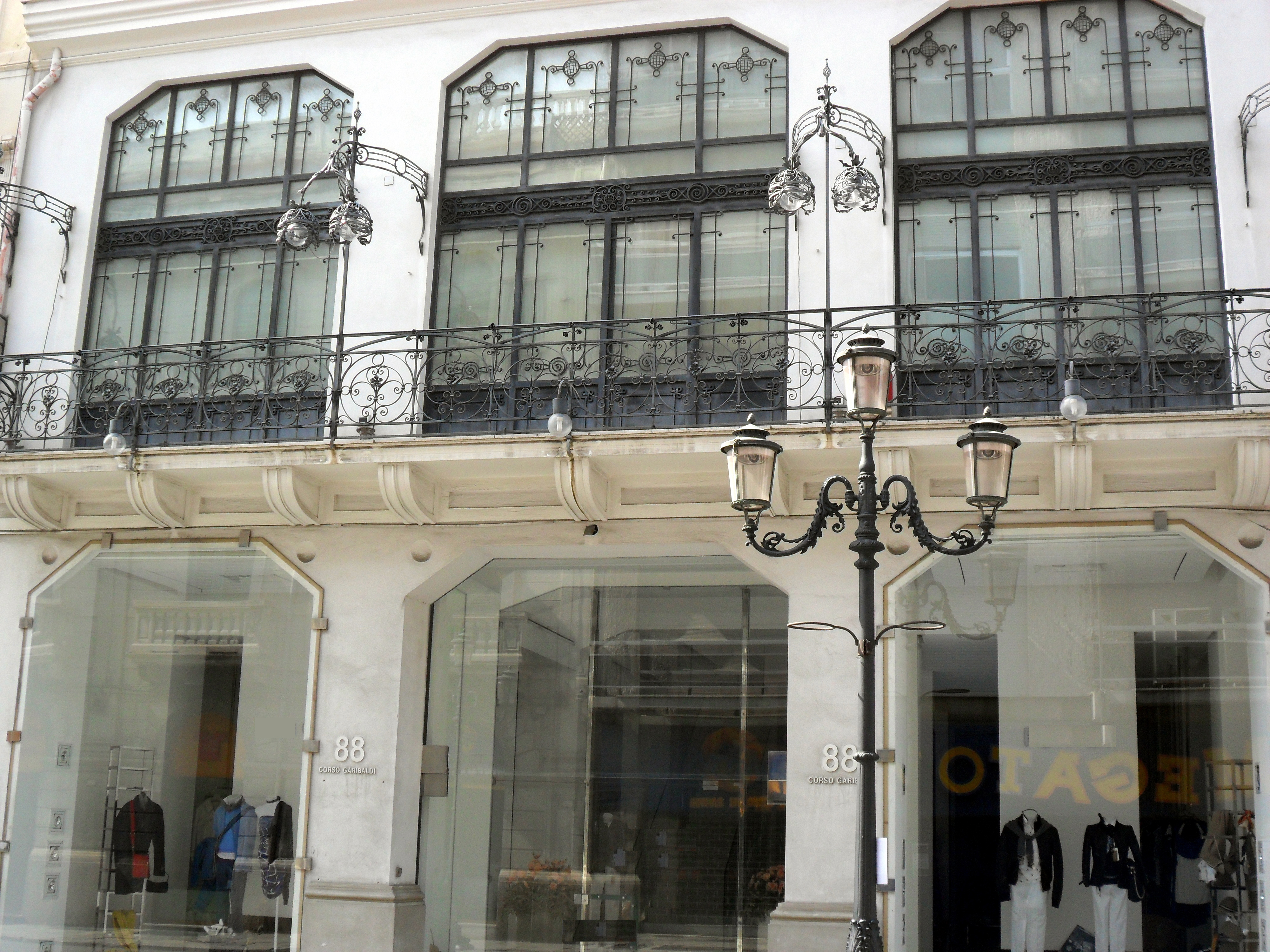
Palazzo Corigliano
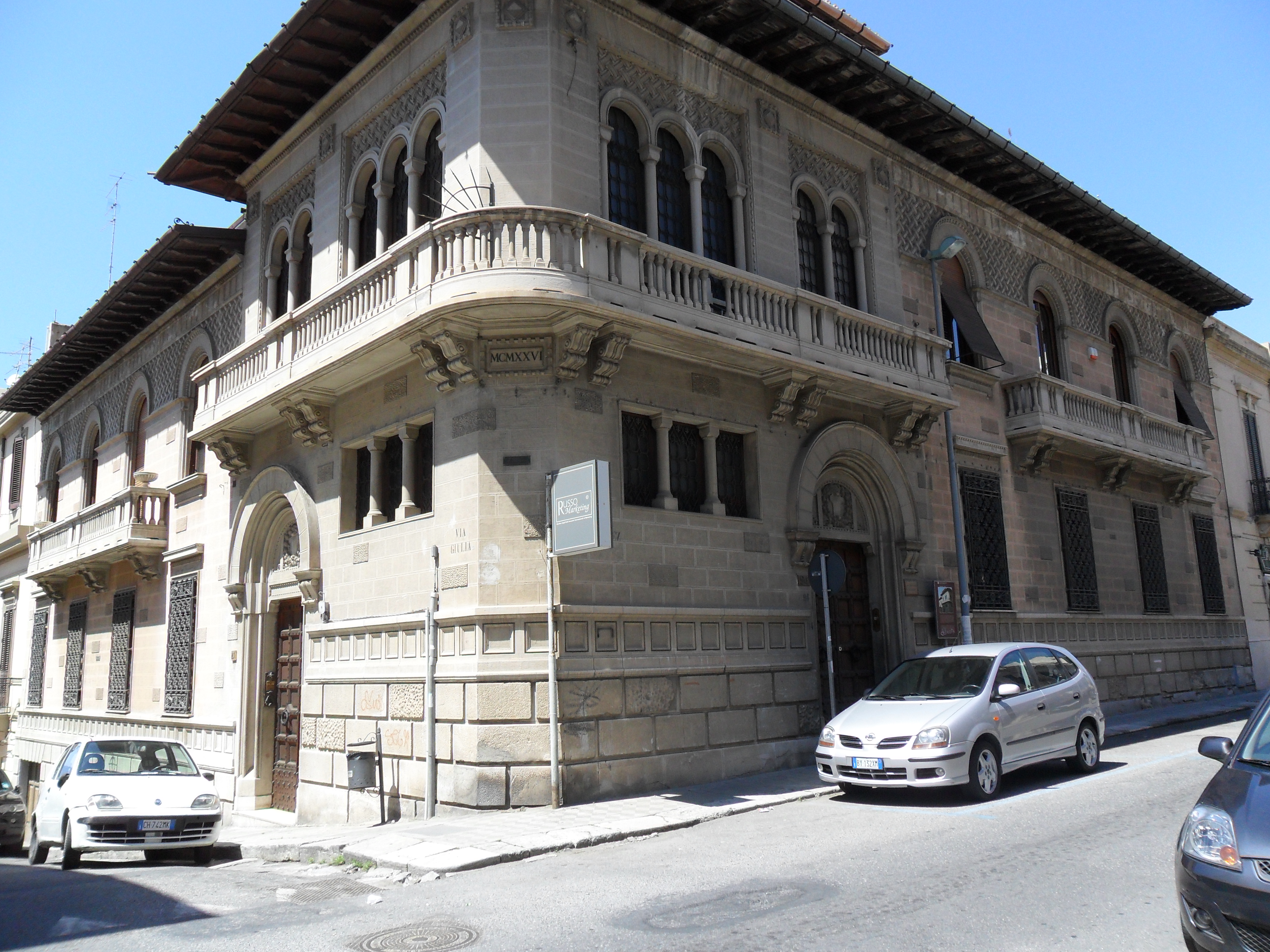
Palazzo Zani-Spadaro

### Ventennio fascista

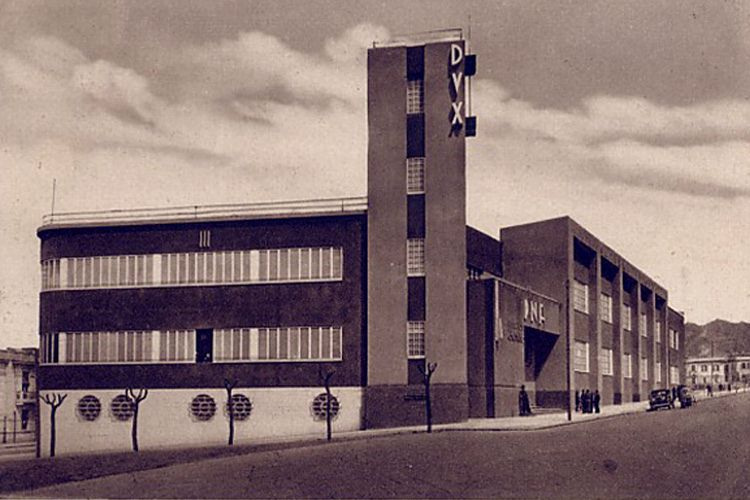
Casa del Fascio

Durante il periodo fascista si cerca di mettere in atto l'idea, per alcuni versi anticipatrice di politiche sociali e territoriali attuali, di ricucire le sfrangiature territoriali che si stavano creando, con il progetto della Grande Reggio. In pratica, un'unica città costiera di circa 30 km di lunghezza formata dall'unione di 14 comuni autonomi, con il fine di avviare un nuovo programma economico e di ottenere dei benefici sociali derivanti dalla nuova centralità che avrebbe dovuto acquistare la città di Reggio. L'esperienza fallisce e le caratteristiche di “periferia sociale” delle aree periferiche evidenziano sempre più le diverse condizioni abitative economiche e sociali tra il centro e la periferia, tra la città e la campagna.

### Seconda Guerra mondiale
La Reggio "bella e gentile" (così chiamata dai visitatori) doveva tuttavia subire le offese dei bombardamenti sul finire della seconda guerra mondiale e alcuni decenni dopo - tra gli anni sessanta e settanta - una serie di alterazioni volumetriche dovute ad una modifica della normativa antisismica ed alla evoluzione della legislazione urbanistica.
La crescita urbana, che ha dovuto subire la piaga dell'abusivismo edilizio, ha dilatato sul finire dello scorso secolo gli spazi urbanizzati verso la pianura litoranea di Sbarre a Sud, sul sistema collinare che circonda la città ad oriente, e oltre la collina di Pentimele verso Archi, Gallico e Catona a Nord.

## Gli ultimi decenni la depressione e la ripresa

### Anni '60

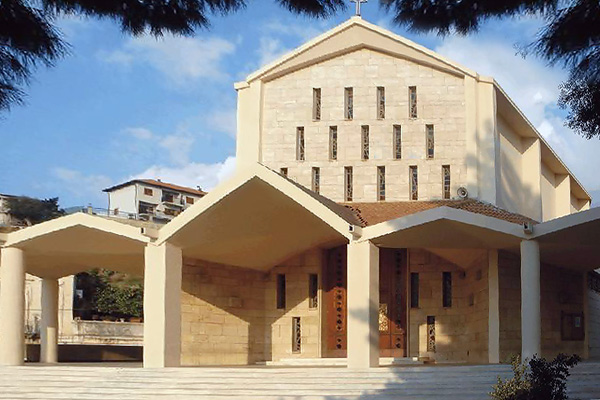
Basilica dell'Eremo

Dagli anni sessanta in poi, l'espansione urbana è caratterizzata da ulteriori squilibri sociali a causa della mancata integrazione dei quartieri per l'edilizia economica e popolare che si concentrano solo su tre aree periferiche (Archi quartiere CEP, Sbarre e Modena) e dalla grande produzione di abitazioni abusive senza alcun rispetto delle più elementari regole urbanistiche e compositive.
Nemmeno il piano Quaroni degli anni settanta riesce a colmare i notevoli squilibri tra centro e periferia, sia per la mancata cultura urbanistica che porta ad un rifiuto delle regole da parte degli operatori privati, sia per alcune scelte assunte in funzione dell'attraversamento stabile dello Stretto (dato per certo e invece mai realizzato). Tutto ciò porta ad una esplosione del processo di edificazione "spontanea" che investe molte aree con destinazioni diverse che riduce e annulla il significato urbanistico del piano stesso.

### Anni '70
Negli anni settanta la città si espande a nord, con la creazione del quartiere CEP ad Archi, dove vengono realizzati 24 lotti che stravolgono socialmente il preesistente abitato, e ad Est con la realizzazione del quartiere Modena. In questi anni vengono realizzate infrastrutture per attività produttive nella zona Sud della città quali l'area delle FS e della O.ME.CA. (Officine Meccaniche Calabresi), che insieme alla linea ferroviaria sulla costa, determinano di fatto la separazione fisica della città dal mare.

### Anni '80 - l'abisso
Gli anni ottanta vedono l'esplosione dell'illegalità diffusa e del fenomeno dell'abusivismo edilizio - sintomo evidente anche dell'insicurezza della popolazione che esprime strutture abitative mai compiute - ma anche conseguenza del mancato aggiornamento degli strumenti urbanistici. Sono gli anni più bui della città, della cattiva amministrazione, dell'esplosione della violenza criminale che sembra sostituirsi allo Stato di diritto. L'urbanizzazione selvaggia innesca un meccanismo di mobilità fondiaria che a sua volta causa una progressiva erosione di vaste aree site lungo la costa, a monte della città e nelle immediate periferie, letteralmente aggredite e mortificate da una edificazione spontanea, sviluppatasi anche lungo gli argini delle fiumare e degli assi stradali di penetrazione mare-monte.
L'impoverimento progressivo, sia sociale che economico, delle periferie della città con prevalente vocazione agricola determina:
- un forte accentramento delle funzioni e delle istituzioni nel centro della città;
- una diversa struttura tipologica - a causa della nuova normativa antisismica - che porta a un'edilizia di sostituzione con un maggiore numero di piani (fino a sei) che fa perdere identità tipologica sia al centro che alle zone periferiche;
- la frammentazione dei fondi agricoli che crea frange di periferia facendo lentamente scomparire l'identità rurale di queste zone e gli splendidi giardini di agrumi e gelsomini che lasciano il posto alle periferie.

Tale degrado paesaggistico ed ambientale si accompagna ad una disgregazione del tessuto socio-economico e ad un'illegalità diffusa, nonché a forme di violenza criminale. La città scivola in fondo alle classifiche dello sviluppo e balza ai primi posti nella graduatoria del malessere sociale.
La superficie urbanizzata della città è passata dai 2.500 ettari del 1981 ai circa 5.000 ettari attuali degli anni novanta. Questa espansione, anche se in linea con quella avvenuta in altre città di medio-grandi dimensioni in Italia, non ha apportato miglioramenti nella qualità del sistema insediativo.
Letta da un punto di vista più strettamente urbanistico, la responsabilità è da attribuirsi a due fattori concomitanti:
- l'assenza di regole;
- l'assenza di idee.

Le ultime regole degne di nota infatti sono da considerarsi quelle del piano De Nava, che avevano consentito una virtuosa ricostruzione della città basata su un impianto urbanistico esemplare nella sua semplicità e su un'edilizia dignitosa e sicura conservando una qualche incisività fin dopo il secondo dopoguerra. Dopo di questo periodo si susseguirono infatti piani mai portati a termine o approvati e poi annullati e rifacimenti parziali; da De Nava in poi non vi è traccia di regole urbanistiche vere e proprie e il modo in cui la città cresce ne è la inevitabile conseguenza.

### Anni '90 e nuovo millennio - la rinascita
(Paolo Portoghesi, 21 settembre 2006)
Gli anni novanta sono gli anni del riscatto civile e sociale della città, della realizzazione di importanti programmi di recupero e riqualificazione del tessuto urbano, dell'arresto della speculazione edilizia e dell'abusivismo.
La città comincia a diventare "policentrica" operando una politica di decentramento delle sedi istituzionali e dei servizi, la qualificazione dei quartieri periferici e il potenziamento dei servizi alle persone e al territorio.
Giorno dopo giorno, anno dopo anno, Reggio cambia volto, riscopre i suoi gioielli nel centro storico quali il lungomare, la villa comunale Umberto I, il teatro Francesco Cilea, ritrova il gusto del bello.
Le periferie vengono riqualificate e dotate di centri sociali, di impianti sportivi polifunzionali, in esse si localizzano importanti funzioni strategiche della città in coerenza con le specifiche vocazioni territoriali:
- viene ultimato Palazzo Campanella (sede del Consiglio regionale della Calabria) in via Cardinale Portanova;
- viene edificata una nuova sede per gli uffici provinciali a Spirito Santo;
- vengono ultimate le nuove sedi di Architettura, Ingegneria ed Agraria dell'Università Mediterranea nel nuovo polo di Feo di Vito;
- viene istituita ed edificata la Scuola allievi Carabinieri nel Rione Modena;
- viene edificato Palazzo CeDir (il Centro Direzionale);
- viene completato il sistema di marciapiede mobile che collega il lungomare Falcomatà con le zone alte del centro storico;
- cominciano i lavori per il nuovo Palazzo di Giustizia lungo il corso del Calopinace;
- viene appaltato il completamenteo del waterfront nel centro storico con due edifici progettati dall'architetto Zaha Hadid:
  - il Museo del Mediterraneo nei pressi del Porto
  - il Centro Polifunzionale con i nuovi attracchi per gli aliscafi sotto la stazione Centrale

Per consentire uno sviluppo urbanistico più funzionale alle moderne esigenze di crescita della città e armonizzare alcuni quartieri periferici, cresciuti in modo disordinato, al preesistente tessuto urbano, l'Amministrazione comunale si sta dotando di un nuovo "piano urbanistico strutturale" in sostituzione del vigente "Piano Regolatore Generale" redatto nel 1970 dall'architetto Ludovico Quaroni.

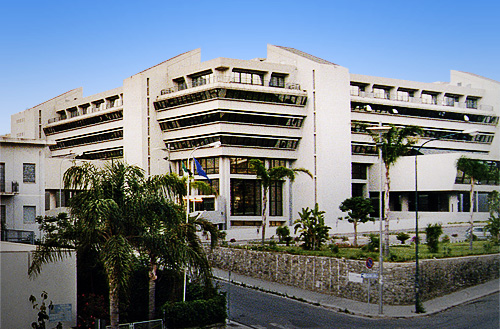
Palazzo Campanella.
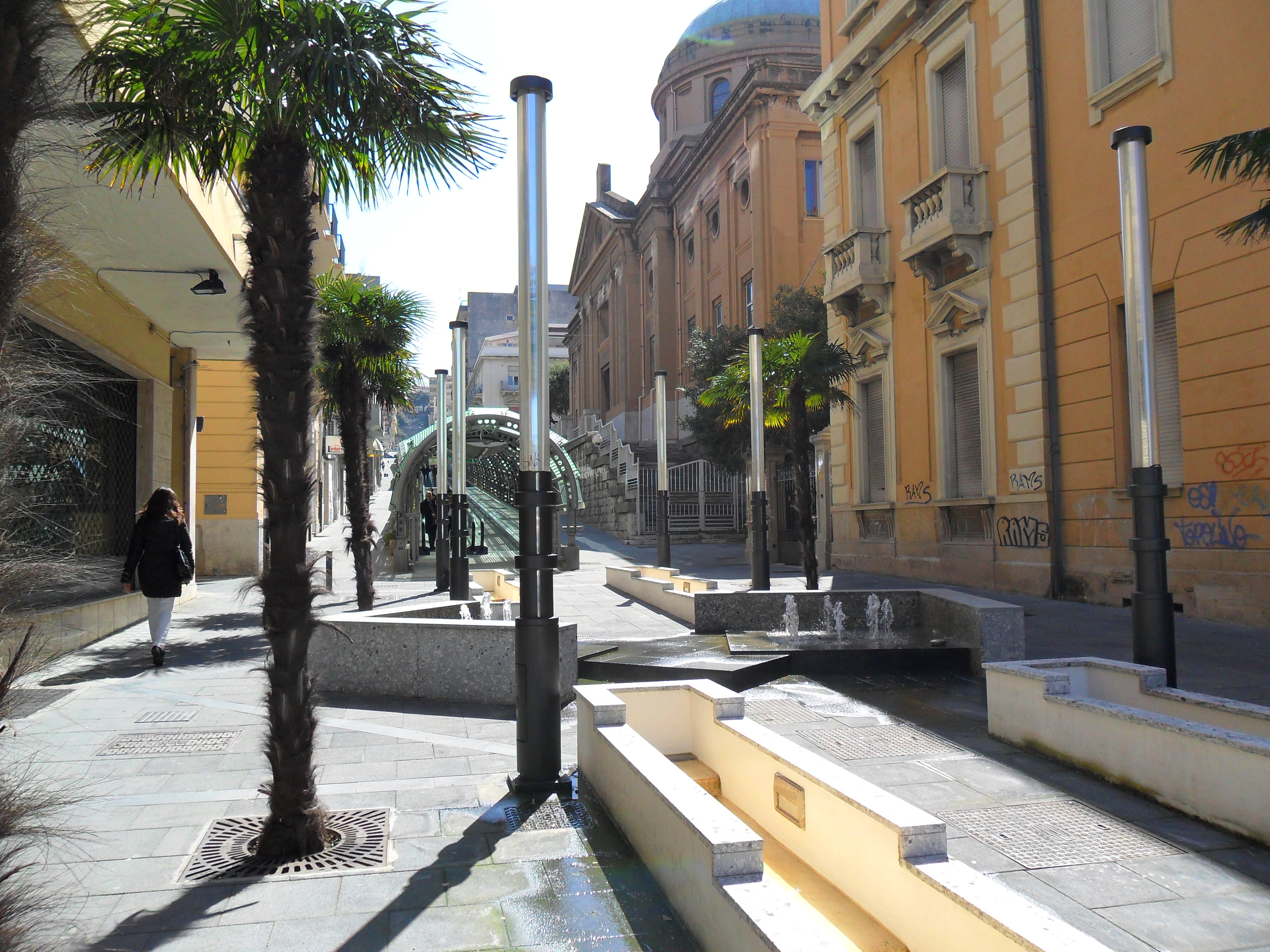
Tapis roulant di via Giudecca